# Aurúcia
Aurúcia (segle x - 992) fou una religiosa autoanomenada i reconeguda com a "Deovota" i/o "Deodicada" que va viure a la Barcelona del segle x.

## Biografia
Aurúcia era una barcelonina rica, una dona que Pierre Bonnassie inclou al grup d'homes lliures de la época. Era propietària de terres, cases, corts, horts i d'una botiga. Tenia un alou que havia comprat al comte de Barcelona, Borrell II, a Santa Eulàlia de Provençana (a l'actual L'Hospitalet de Llobregat), altres terres que havia heretat i propietats que havia comprat a diversos jueus. Era seu també un casal situat fora dels murs de la ciutat, entre la porta del Mercadal i la de Regomir, que va ampliar amb la compra d'una altra casa propietat d'un home mort durant les razzies d'Al-Mansur.
L'any 992, trobant-se malalta al llit i tement la mort, atorga i firma el seu testament. Reparteix les seves possessions entre esglésies, familiars, preveres, pobres i amics. A Edelfred i a la seva dona Sinnulo els deixa cases, corts, terres, vinyes, horts amb pomers i pou a Barcelona i a la Gavarra, a Richaris, familiar seu, li deixa una herència a Quinçà, deixa la botiga a les portes de Barcelona i una vinya a la Granada (Barcelona) a Grudella deovota, a qui deixa també un llit, un escó, dues cotes, arques, dos cubells i una pellissa andalusina; a una altra amiga Iohanne "Boveto" li deixa una capa (sabem que és una dona perquè les donacions textils es feien a les dones). Entre les donacions a esglésies: un hort que va ser de Bonhome i de Sesenanda al monestir de Sant Pere de les Puel·les per a cobrir l'església de Sant Sadurní, terra a la Granada per a Santa Maria del Mar, unes vinyes en Agudells (actual Vall Hebron) al monestir de Sant Cugat o dos casals (solars) que van ser de Guisand a Sant Miquel de Barcelona i un petit cens de la meitat de la propietat dels Enforcats a la Seu de Barcelona. Cedeix a Eldelfred, per a la seva venda, l'alou de Banyols, fent constar que l'hi havia venut el Comte Borrell, que era al terme de Santa Eulàlia de Provinciana i que havia estat dels que anomena un per un: Iuda, hebreu, Manchere, hebreu, Felicita, hebrea, Pesat, hebreu, Ava, hebrea, Ilia, femina i Just. Destina la venda d'un alou a Magòria pel rescat de captius i una quantitat pel seu fill Recesind, captiu a Còrdova i, entre altres disposicions, retorna a Folc la vinya que el seu pare, Constantí, li va empenyorar.
"Aurutia deovota" era Gontevigia femina segons consta en la permuta que fa el bisbe Aeci (995-1010), en 1003, amb Goltred de dos casals a Reixac que eren de l'església de Sant Miquel. Molts dels noms que trobem en aquesta època son renoms que es posaven en batejar-se. Veure la pàgina Deodicata i Deovota.

## Deovota o Deodicada
Les deovotae o deodicatae són dones que mantenen una especial vinculació a la vida religiosa. Una part d'elles les podem considerar sota el perfil de "monges", és a dir, que viuen en un monestir sota una regla; però la majoria són dones que viuen fora d'aquest marc de dedicació religiosa reglat i opten per viure la seva espiritualitat en el món, en un perfil que retrobarem més tard en les beguines o beates d'època medieval i moderna. Són sobretot dones solteres (reprenent el paper de les verges o cèlibes actives dels primers segles del cristianisme) o vídues, amb fills o sense, que apareixen als documents participant activament de la vida social i econòmica del moment, amb llibertat de moviments: venent i comprant, administrant un patrimoni personal... i que mantenen en tot cas una particular vivència de l'espiritualitat.
Al costat d'Aurúcia, altres dones sota el mateix perfil han deixat el seu rastre en la documentació catalana dels segles IX al XI.